# Víktor Iúsxenko
Víktor Iúsxenko (ucraïnès: Віктор Андрійович Ющенко)  (Choruživka, 23 de febrer de 1954) va ser president d'Ucraïna des del novembre del 2004 fins al febrer del 2010.
Es va presentar a les eleccions presidencials d'octubre-novembre del 2004. Iúixtxenko va guanyar les eleccions gràcies al recompte dels vots de la segona volta entre ell i Víktor Ianukòvitx, el candidat que comptava amb el suport del govern. El Tribunal Suprem d'Ucraïna va exigir un recompte a causa dels extensos fraus electorals a favor de Ianukòvitx en l'escrutini inicial. El Tribunal va dictaminar que havia guanyat Iúixtxenko (53% a 47%). En el procés hi van tenir un paper important les protestes públiques contra el frau electoral, que van ser conegudes com la "Revolució Taronja", terme que va promoure el mateix Iúsxenko.